# Вегера-Предченко Надія Миколаївна
Надія Миколаївна Вегера-Предченко (нар. 31 січня 1960, с. Великі Пріцьки, Київської області) — українська письменниця, поетка, член Національної спілки журналістів України з 2000 р.

## Життєпис
Надія Вегера-Предченко народилася 31 січня 1960 року в селі Великі Пріцьки, Кагарлицького району Київської області, в селянській родині. Батько — Вегера Микола Гордійович — механізатор місцевого колгоспу, колишній остарбайтер, мати — Вегера Євдокія Луківна, дочка «ворога народу» колишнього служителя церкви Масленка Лукаша Якимовича, репресованого за віру в Бога в 1937 році (загинув у 1941 році на будівництві залізниці під час каторжних робіт у місті Нижній Тагіл). 

В 1977 році закінчила Великопріцьківську середню школу. Навчалася в Київському технікумі міського електротранспорту. Після навчання працювала робітником, майстром, інженером, прорабом. 

1989—1997 рр. — директор Великопріцьківського сільського Будинку культури. В цей період закінчила Київське училище культури за фахом — режисер масових заходів (1993 р.).

З 1997 року працювала завідувачкою відділу газети «Кагарлицькі вісті» (згодом «Вісник Кагарличчини»). З 2004 р. — редактор газети «Рідне місто» м. Кагарлик.

В 2005 році закінчила Державну академію керівних кадрів культури і мистецтв (диплом з відзнакою, Золота медаль).

Після виходу на пенсію (2016 рік) створила Великопріцьківський сільський історико-краєзнавчий музей, який нині є філією Кагарлицького районного історико-краєзнавчого музею, та очолила його роботу, як науковий співробітник. Музей було відкрито 19 серпня на Спаса в День села Великі Пріцьки. В музеї експонується зібрання матеріалів і предметів з історії, побуту та культури села. Тут працює і нині.

Керівник районного осередку Всекраїнського товариства «Просвіта» ім. Т. Г. Шевченка.

Керівник Кагарлицької районної літературної студії "Зорі Придніпров'я, що діє під егідою Всеукраїнського товариства «Просвіта» ім. Т. Г. Шевченка.

## Творчість
Вірші складала відколи себе пам'ятає, а коли навчилася читати і писати (1965 р.), стала їх записувати. У шкільні роки мала публікації в газетах «Зірка», «Пионерская правда», журнал «Піонерія», районна газета «Будівник Комунізму» і т. д. Пише до ЗМІ з 10 років. Має численні публікації в республіканських обласних та районних засобах масової інформації.

## Нагороди
«За участь у розвитку села Великі Пріцьки», багато подяк і грамот від обласного, районного та сільського керівництва. 

Переможець конкурсу «Сад казкових звірів».

Переможець огляду творів на історичну тематику (2019 р.) — від Управління захисту пам'яток історії та культури.